# Реџеп-пашина кула у Жепи
Реџеп-пашина кула се налази на лијевој обали ријеке Жепе у општини Рогатица, Република Српска. Кула припада резиденцијалном типу феудалних кула. Ова историјска грађевина се налази на националној листи споменика.

## Историјски подаци
Прецизних података о времену градње Реџеп-пашине куле у Жепи нема. Према неким изворима кулу је градио извјесни Реџеп-паша.
У току Другог свјетског рата, објекат је оштећен минирањем. Санација објекта је извршена 1969. године.

## Опис добра
Кула је имала подрумски и три надземна спрата, од чега је на сваком спрату била по једна просторија. На темељу пушкарница које су видљиве на објекту, може се закључити да су прва два спрата служила за одбрану објекта, док је трећи спрат био намијењен становању. На трећем спрату су изведени прозори оријентисани на све четири стране свијета. Са јужне стране је изведен доскат, а на западној страни је урађен камин. На објекту нема видљивих трагова дрвеног или неког другог степеништа.
На каменим довратницима видљиви су остаци жељезних шарки које су придржавале жељезни капак. У бочним зидовима су видљиви отвори кроз које је пролазила хоризонтална дрвена греда која је имала задатак да онемогући насилно отварање врата. Изворна врата нису остала сачувана.
Цијели објекат био је покривен шаторастом дрвеном кровном конструкцијом са дрвеном шиндром као кровним покривачем. На димњаку су видљиви остаци лежишта за греде. Кула је зидана је од прецизно резаних блокова камена. Уочено је неколико врста локалног камена чија структура и боја варира од бијеле до црвене и смеђе. Од правилних блокова рађени су прозорски и оквири врата. Зидови куле су зидани са благим закошењем према унутра.

## Степен заштите
Рјешењем Земаљског завода за заштиту споменика културе и природних ријеткости Народне Републике Босне и Херцеговине из Сарајева од 1950. године, објекат је стављен под заштиту државе. Од 2007. године Реџеп-пашина кула у Жепи се налази на листи националних споменика Босне и Херцеговине.